# Mohegan

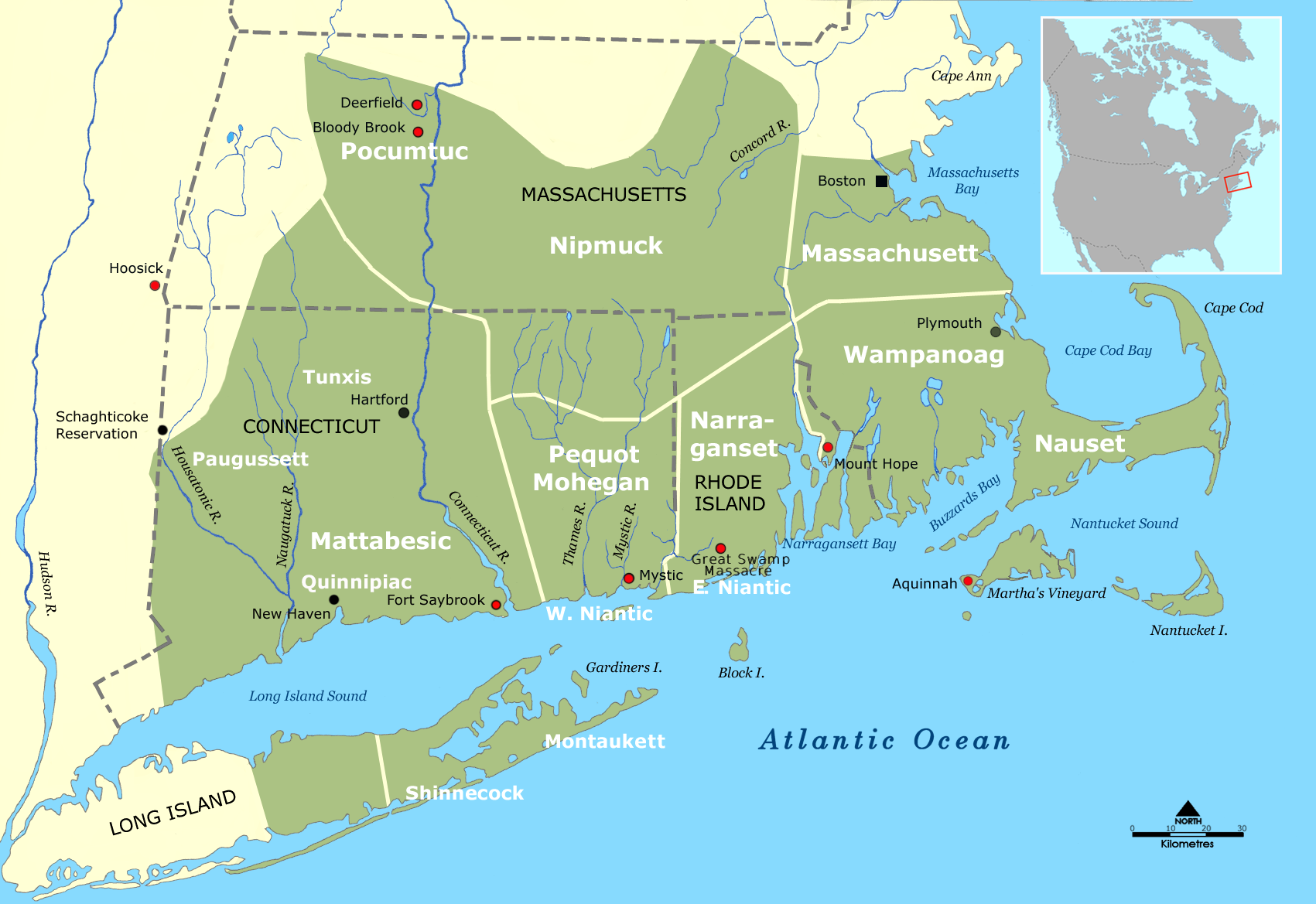
Moheganernas och andra indianska nationerns traditionella bosättningsområde i södra New England.

Moheganerna är en algonkintalande stam i östra Connecticut. Den bildades av en liten skara missnöjda pequotkrigare med Uncas som hövding. De talade ett algonkinspråk och levde i Connecticut. Förhållandet till pequoterna och framförallt Sassacus var mycket spänt och resulterade i att moheganerna, narragansetterna och engelsmännen attackerade pequoternas största by och dödade varenda en i byn. Engelsmännen fortsatte att döda flyende indianer ett tag, men slutade till slut. Moheganerna vände sig sedan mot narragansetterna och dödade en stor del och splittrade dem, om än inte lika framgångsfullt som med pequoterna. Uncas dödade Miantonomoh med sina egna händer efter engelsmännens godkännande och fick betala med sitt eget liv en tid därefter. Moheganerna bor numera i ett reservat i Connecticut.